# Тверской, Константин Константинович
Константи́н Константи́нович Тверско́й (настоящая фамилия — Кузьмин-Караваев; 17 марта 1890, Тверь — 10 декабря 1937, Саратов) — российский и советский театральный режиссёр, театральный критик и педагог. Заслуженный артист Республики (1928).

## Биография
Константин Кузьмин-Караваев родился в Твери и впоследствии сценический псевдоним взял себе в честь родного города. Учился у Всеволода Мейрхольда в петербургской Студии на Бородинской улице, где в основных чертах сложилась система физического воспитания актёра, впоследствии получившая название биомеханики.
Об этой экспериментальной лаборатории Мейерхольда Борис Алперс, сам бывший студиец, впоследствии писал: «Студия меньше всего была актёрской школой. За единичным исключением она не дала театру сколько-нибудь значительных актёров. Зато она создала целую режиссёрскую школу. Из неё вышел ряд режиссёров, с успехом работавших и работающих сейчас в профессиональном театре». Одним из них был Тверской. Самостоятельную режиссёрскую деятельность он начал в Петрограде в 1918 году: поставил в Театре коммуны Коломенского района спектакль «Театр чудес» по М. Сервантесу. В 1919 году в только что открывшемся Большом драматическом театре (БДТ) поставил пьесу М. Левберга «Дантон».
В 20-х годах Тверской ставил спектакли в различных театрах Ленинграда: в Государственном театре Народного дома, в Литовском театре, Красном и Кукольком театрах. В 1927 году был приглашён в БДТ в качестве постоянного режиссёра; важным событием театральной жизни стал спектакль «Разлом» по пьесе Бориса Лавренёва, поставленный им в том же году. Сравнивая постановки пьесы в Москве, в Театре им. Вахтангова, и в Большом драматическом, А. Пиотровский отмечал: «В Москве — подчеркнутая камерность спектакля, оформленного Акимовым. В Ленинграде — основной упор на массовый размах матросской вольницы, на монументальность масштабов, завершающихся поворотом огромного декоративного крейсера „Зари“ пушками на Петербург».

### Во главе БДТ
В 1929—1935 годах Константин Тверской был главным режиссёром и художественным руководителем БДТ, пригласил в театр другого ученика Мейерхольда — Владимира Люце и вместе с ним окончательно (тенденция наметилась ещё до его прихода) переориентировал Большой драматический на современный репертуар. Он охотно обращался к пьесам молодых драматургов, а некоторых из них открывал; поставил в БДТ пьесы «Человек с портфелем» А. М. Файко, «Город ветров» В. М. Киршона, «Заговор чувств» и «Три толстяка» по Юрию Олеше, «Укрощение мистера Робинзона» Вениамина Каверина и другие. Им же в театре, с 1932 по 1992 год носившем имя А. М. Горького, впервые была поставлена пьеса Горького — «Егор Булычов и другие», вместе с Люце в 1932 году.
Последней работой Тверского в БДТ и одной из самых значительных его работ стал оформленный Александром Тышлером спектакль «Жизнь и смерть короля Ричарда III» по У. Шекспиру; премьера состоялась 27 февраля 1935 года. Тверской поставил спектакль как политическую трагедию; при неизбежном сокращении непомерно длинной драмы он отказался от наиболее мелодраматических сцен, эпизоды, развивающие политическую интригу, напротив, по свидетельству А. Пиотровского, были «выдвинуты и подкреплены всеми средствами сценической выразительности». «Кулак и меч, — писал в 1935 году А. А. Гвоздев, — топор палача, кинжал наёмного убийцы, предательство и притворная лесть, религиозное ханжество и грубое насилие — все эти средства пущены в ход в борьбе за власть… В особенности выпукло проведена сцена, где народ „молит“ герцога Глостера стать королём Англии. Подтасовка народной воли ловкими политическими дельцами разоблачается в наглядных и крепко запоминающихся образах». А. Пиотровский при этом с неудовольствием отмечал, что в Ричарде III в исполнении Николая Монахова «слишком мало героического, мало гениального, обаятельного».
С 1922 года Тверской много внимания уделял и педагогической деятельности; в период своей работы в Большом драматическом преподавал актёрское мастерство в театральном училище при театре; среди учеников — Ефим Копелян.

### Репрессии и гибель
Арестовывался в 1921 г.
В 1935 году попал в так называемый «Кировский поток» — оказался одним из десятков тысяч выселенных из Ленинграда в связи с убийством Кирова. С 1936 года он работал в Саратове, ставил спектакли в Театре им. Карла Маркса и Театре оперы и балета.
24 октября 1937 года был вновь арестован и 8 декабря тройкой при УНКВД по Саратовской области приговорён к расстрелу «за антисоветскую деятельность». 10 декабря 1937 года он был расстрелян и захоронен в Саратове. 29 января 1960 года реабилитирован Саратовским областным судом.
Его жена Мери-Эмилия Карловна Бухгольд-Тверская также была выслана, затем осуждена на 8 лет ИТЛ.

## Спектакли
Большой драматический театр
- 1919 — «Дантон» М. Левберга; художник М. В. Добужинский
- 1927 — «Разлом» Б. Лавренёва; художник М. З. Левин
- 1928 — «Рост» A. Глебова; художник В. А. Щуко
- 1928 — «Человек с портфелем» А. М. Файко; художник М. З. Левин
- 1929 — «Город ветров» В. М. Киршона; художник М. З. Левин
- 1929 — «Заговор чувств» Ю. Олеши; художник В. Ф. Рындин
- 1930 — «Три толстяка» по Ю. Олеше; художник М. З. Левин
- 1931 — «Линия огня» Н. Никитина; художник М. З. Левин
- 1931 — «Патетическая соната» Н. Кулиша; художник В. В. Дмитриев
- 1932 — «Егор Булычов и другие» М. Горького (с В. В. Люце); художник М. З. Левин
- 1932 — «Мой друг» Н. Погодина; художник М. З. Левин
- 1933 — «Укрощение мистера Робинзона» Вениамина Каверина (с С. Морщихиным); художник Н. П. Акимов
- 1935 — «Жизнь и смерть короля Ричарда III» по трагедии У. Шекспира «Ричард III»; художник А. Тышлер

Саратовский театр оперы и балета им. Чернышевского
- 1936 — «Пиковая дама» П. И. Чайковского
- 1937 — «Тихий Дон» И. Дзержинского